# Eusébio Cup de 2022
A Eusébio Cup 2022 foi a 11ª edição da Eusébio Cup onde a equipe portuguesa do Benfica enfrentou a equipe do Newcastle United, da Inglaterra. Esta edição foi o regresso da taça, depois de um interregno de quatro anos. A partida teve lugar no Estádio da Luz, em Lisboa no dia 26 de julho.

## Detalhes do jogo
| 26 de julho de 2022 | Benfica                               | 3 – 2 | Newcastle United | Estádio da Luz, Lisboa                           |
| 20:00               | Ramos 15' · Grimaldo 32' · Araújo 89' |       | Almirón 22' 44'  | Público: 49 081 Árbitro: Nuno Almeida (Portugal) |

## Premiação
| Eusébio Cup de 2022         |
| --------------------------- |
| Portugal                    |
| Benfica Campeão (4º título) |